# ブルーバード・カーゴ
ブルーバード・カーゴ（アイスランド語: Bláfugl, 英語: Bluebird Cargo）はアイスランドの貨物航空会社。アイスランドからヨーロッパ域内への貨物サービスを提供している。

## 歴史
ブルーバード・カーゴは2000年に設立された。設立に関わったEinar Ólafssonはカーゴルックス航空の社長を務めた人物で、後にアイスランドで航空貨物輸送の仲介業務を行う会社Flugflutningarの経営に携わっていた。同社はアイスランドにおけるカーゴルックス航空の代理店を務めていたが、他社運航便の仲介だけでは輸送量に限界があることが課題で、これが新貨物航空会社設立の動機となった。
2001年からボーイング737-300の貨物機によってアイスランドとイギリス・ドイツを結ぶサービスをはじめた。
2006年には買収されてアイスランド航空グループの一部となっていたが、後に売却された。従業員数は約60人。

## 就航都市
定期便就航都市
- アイスランド
  - レイキャビク
- ドイツ
  - ケルン/ボン
- アイルランド
  - コーク

その他の就航地
- フランス
  - レンヌ
- ベルギー
  - リエージュ
- ドイツ
  - ライプツィヒ/ハレ

## 保有機材

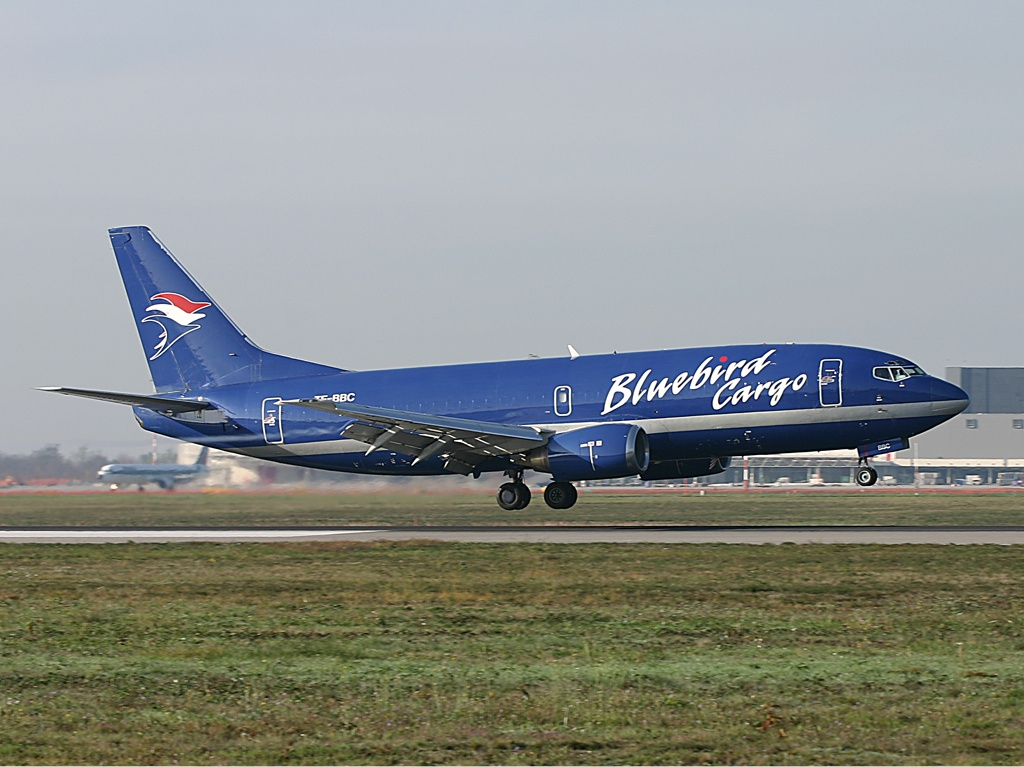
ボーイング737（ミラノ・マルペンサ国際空港、2005年11月）

- ボーイング737-300F 6機
- ボーイング737-400F 1機